# Samu (Líbia)
Samu (Sammu) é uma cidade na Líbia situado no distrito de Seba.